# Santa María Nativitas
Santa María Nativitas è un comune del Messico, situato nello stato di Oaxaca.